# Oscar
För andra betydelser, se Oskar.
Oscar eller Academy Award är ett amerikanskt filmpris, utdelat årligen sedan den 16 maj 1929 av amerikanska filmakademien och American Broadcasting Company (ABC). Oscar är världens mest prestigefyllda filmpris. Galan är amerikansk, men filmer behöver inte vara producerade i USA för att kunna bli nominerade i de reguljära kategorierna (det vill säga förutom bästa utländska film) även om det i regel är engelskspråkiga filmer som nomineras.
När den 80:e galan avslutades 2008 hade totalt 2 696 Oscarsstatyetter delats ut, och 293 skådespelare hade fått priset. Den 96:e Oscarsgalan i ordningen hölls den 10 mars 2024, där priser för filmåret 2023 tilldelades.
Priset kan tilldelas filmer som haft premiär året innan galan hålls (2012 års gala delade således ut priser till filmer som hade premiär 2011). För att kunna nomineras måste filmen ha visats på bio i Los Angeles. Galan hålls tidigt på året och tiden som utgör slutet på nomineringsperioden (november-december) brukar kallas "Oscarssäsongen" eftersom många filmbolag som satsar på att få pris för sina filmer låter dessa ha premiär då för att vara färska i minnet hos akademins medlemmar. Vinnarna utses genom hemlig omröstning av den amerikanska filmakademiens medlemmar. Medlemmarna nominerar efter vilket yrke de själva har (skådespelare nominerar skådespelare, kameramän till bästa foto och så vidare). Branschtidningar brukar vid tiden innan galan hålls fyllas med annonser för filmer och skådespelare riktade till akademins medlemmar (typiskt med orden for your consideration, "för ert beaktande"). Undantagna från den reguljära valprocessen är filmer i kategorierna bästa utländska film och bästa animerade film, där de nominerade och vinnarna utses av varsin kommitté.

## Priset
Oscar eller Academy Award of Merit är egentligen benämningen på statyetten som pristagarna får men har blivit synonymt med hela priset. Statyetten är guldpläterad, väger 3,85 kg och är 34 centimeter hög. Den föreställer en riddare med en korsriddares svärd stående på en filmrulle med fem ekrar, som symboliserar de fem ursprungliga grenarna i akademin: skådespelare, manusförfattare, regissörer, producenter och tekniker.
Bakgrunden till namnet Oscar är inte helt klarlagd, men Walt Disney använde begreppet redan 1932 då han tackade akademin. Enligt en historia ska en kvinnlig ledamot av akademin utbrustit: "Den liknar ju min farbror Oscar!", när hon fick se statyetten första gången.

## Vinnare av Oscar

### Nuvarande kategorier
- Bästa film: sedan 1928
- Bästa regi: sedan 1928
- Bästa manliga huvudroll: sedan 1928
- Bästa kvinnliga huvudroll: sedan 1928
- Bästa manliga biroll: sedan 1936
- Bästa kvinnliga biroll: sedan 1936
- Bästa originalmanus: sedan 1940
- Bästa manus efter förlaga: sedan 1928
- Bästa animerade film: sedan 2001
- Bästa icke-engelskspråkiga film: sedan 1947
- Bästa dokumentär: sedan 1943
- Bästa kortfilm: sedan 1931
- Bästa animerade kortfilm: sedan 1931
- Bästa kortfilmsdokumentär: sedan 1941
- Bästa filmmusik: sedan 1934
- Bästa sång: sedan 1934
- Bästa ljud: sedan 1930
- Bästa scenografi: sedan 1928
- Bästa foto: sedan 1928
- Bästa smink: sedan 1981
- Bästa kostym: sedan 1948
- Bästa klippning: sedan 1934
- Bästa specialeffekter: sedan 1939

### Utgångna kategorier
- Bästa berättelse (1928–1957)
- Bästa koreografi (1935–1937)
- Bästa kortfilm (Tvåaktare) (1936–1956)
- Bästa kortfilm (Färg) (1936–1937)
- Bästa kortfilm (Nymodighet) (1932–1935)
- Bästa regi (Komedi) (1928)
- Bästa regiassistent (1933–1937)
- Bästa tekniska effekter (1928)
- Bästa titelmanus (1928)
- Bästa unika och konstnärliga film (1928)
- Bästa ljudredigering: (1963–2020)

### Specialpriser
- Heders-Oscar
- Special Achievement-Oscar
- Academy Juvenile Award
- Irving G. Thalberg Memorial Award
- Jean Hersholt Humanitarian Award
- Gordon E. Sawyer Award

## Rekord

### Filmer som har belönats med flest Oscar
- 11 Oscar
  - Ben-Hur (1959)
  - Titanic (1997)
  - Sagan om konungens återkomst (2003)
- 10 Oscar
  - West Side Story (1961)
- 9 Oscar
  - Gigi, ett lättfärdigt stycke (1958)
  - Den siste kejsaren (1987)
  - Den engelske patienten (1996)
- 8 Oscar
  - Borta med vinden (1939)
  - Härifrån till evigheten (1953)
  - Storstadshamn (1954)
  - My Fair Lady (1964)
  - Cabaret (1972)
  - Gandhi (1982)
  - Amadeus (1984)
  - Slumdog Millionaire (2008)

### Skådespelare som har belönats med flest Oscar
- 4 Oscar
  - Katharine Hepburn belönades med fyra stycken, samtliga som bästa kvinnliga huvudroll.
- 3 Oscar
  - Daniel Day-Lewis (3 bästa manliga huvudroll)
  - Frances McDormand (3 bästa kvinnliga huvudroll)
  - Ingrid Bergman (2 bästa kvinnliga huvudroll, 1 bästa kvinnliga biroll)
  - Jack Nicholson (2 bästa manliga huvudroll, 1 bästa manliga biroll)
  - Meryl Streep (2 bästa kvinnliga huvudroll, 1 bästa kvinnliga biroll)
  - Walter Brennan (3 bästa manliga biroll)

### Regissörer som har belönats med flest Oscar
- John Ford har belönats med fyra stycken Oscar som regissör.

### Flest Oscar
- Walt Disney har erhållit flest Oscar: 26 stycken. 22 stycken i en kategori och 4 hedersoscar.

### Flest nomineringar
- Meryl Streep har rekordet i flest antal nomineringar för skådespelare: 21 stycken varav 3 vinster.
- Walt Disney har rekordet i flest antal nomineringar: 64 stycken varav 22 vinster.
- John Williams är den nu levande person som har fått flest nomineringar: 50 stycken varav 5 vinster.
- Kevin O'Connell nominerades 20 gånger utan att vinna, men vann slutligen sin första för Bästa ljudmixing 2017.

### Övrigt
- Tre filmer har tagit hem samtliga "tunga" titlar (Bästa film, Bästa regi, Bästa manliga huvudroll, Bästa kvinnliga huvudroll, Bästa manus). Dessa är:
  - Det hände en natt (1934), regi: Frank Capra, manlig huvudroll: Clark Gable, kvinnlig huvudroll: Claudette Colbert, manus: Robert Riskin
  - Gökboet (1975), regi: Milos Forman, manlig huvudroll: Jack Nicholson, kvinnlig huvudroll: Louise Fletcher, manus: Lawrence Hauben, Bo Goldman
  - När lammen tystnar (1991), regi: Jonathan Demme, manlig huvudroll: Anthony Hopkins, kvinnlig huvudroll: Jodie Foster, manus: Ted Tally
- Fyra skådespelare (två män, två kvinnor) har vunnit Oscar för bästa huvudroll två år i rad: Dessa är:
  - Luise Rainer, 1936 för Den store Ziegfeld, 1937 för Den goda jorden
  - Spencer Tracy, 1937 för Havets hjältar, 1938 för Han som tänkte med hjärtat
  - Katharine Hepburn, 1967 för Gissa vem som kommer på middag, 1968 för Så tuktas ett lejon
  - Tom Hanks, 1993 för Philadelphia, 1994 för Forrest Gump
- Två skådespelare har fått Oscar postumt:
  - Peter Finch 1976 för bästa manliga huvudroll i Network
  - Heath Ledger 2008 för bästa manliga biroll i The Dark Knight
- Tre par skådespelare som fått Oscar för samma roll:
  - Marlon Brando 1972 för bästa manliga huvudroll som Don Vito Corleone i Gudfadern
  - Robert De Niro 1974 för bästa manliga biroll som Vito Corleone i Gudfadern del II
  - Heath Ledger 2008 för bästa manliga biroll som Jokern i The Dark Knight
  - Joaquin Phoenix 2019 för bästa manliga huvudroll som Jokern i Joker
  - Rita Moreno 1962 för bästa kvinnliga biroll som Anita i West side story
  - Ariana DeBose 2022 för bästa kvinnliga biroll som Anita i West side story

## Pristagare efter land
- Lista över svenska vinnare och nominerade av Oscar